# Milka Barišić
Milka Barišić, hrvatska filmska redateljica i scenaristica. Snima dokumentarne filmove. Nekoliko filmova je nagrađeno na filmskim festivalima.

## Filmografija
Filmografija Milke Barišić:
- Amerikansko selo na Pelješcu, dokumentarni film, 2000. Snimljen je analognom Betom. Film je nagrađen na ITF Splitu.
- Živjet' se mora, dokumentarni film, 2001. Snimljen je analognom Betom. Prikazan je na Međunarodnom festivalu dokumentarnih filmova u Sarajevu i bio je u službenom izboru Festivala u Rotterdamu 2001. godine.
- Jeguja po horoskopu (Ribarica s Norina), dokumentarni film, 2001. Snimljen je analognom Betom.
- Stare slave nakovanske (Robinzoni s Pelješca), dokumentarni film, 2001. Snimljen je analognom Betom. Nagrađen je na ITF Split.
- Prezimljavanje jednog otoka, dokumentarni film, 2002. Snimljen je u digi BETI.
- Kad odrastem... (SOS - oni nas trebaju), dokumentarni film, 2002. Snimljen je analognom BETOM.
- Drvo želja (SOS - oni nas trebaju), dokumentarni film, 2002. Snimljen je analognom BETOM.
- Golubić (SOS - oni nas trebaju), dokumentarni film, 2002. Snimljen je analognom BETOM.
- Razglednice s Bornea, dokumentarni putopis, 2002., redateljica i scenaristica (koscenarist Miro Branković). Snimljen je analognom BETOM.
- Razglednice iz Malezije I i II, dokumentarni putopisni serijal, 2003., redateljica i scenaristica. Snimljen je u digi BETI.
- Posljednji iški lopižari, dokumentarni film, 2003., redateljica i scenaristica. Snimljen je u digi BETI. Film je dobio nekoliko nagrada. Nagrađen je na ITF Split, a na Međunarodnom festivalu u Velikoj Gorici 2005. godine nagrađen je nagradama za najbolju režiju, najbolji film i najbolju glazbu.
- Razglednice iz Malezije III, dokumentarni putopisni, 2004., redateljica i scenaristica. Snimljen je u digi BETI.
- S nekim riječ podijelit', dokumentarni film, 2004., redateljica i scenaristica. U film se govori o 80-godišnjaku, bivšem vojnom pilotu koji se iz udobna doma u Komiži vratio u Dragodid, napušteno viško seoce bez vode i struje u kojem je odrastao, i njegovom sestrom koja se također vratila u Dragodid.[2][3] Snimljen je u Digi BETA. Film je nagrađen na ITF Splitu.
- Jozo Kljaković, dokumentarni film, 2009., redateljica i scenaristica. Snimljen je u digi BETI. Prikazan je u Klovićevim dvorima tijekom velike izložbe o Jozi Kljakoviću.
- Penkala, dokumentarno-igrani film, 2012., redateljica i scenaristica. Snimljen je u HD-u.
- Kao stara loza, dokumentarni film, 2012., redateljica i scenaristica. Nagrađen je posebnim priznanjem predsjednika velikog žirija Oenovideo Festivala Christophea Barratiera u Parizu 2013. godine. Barratier je bio nominiran za Oscar.
- Dossier Zinfandel, dokumentarno-igrani film, 2013., redateljica i scenaristica. Nagrađen je nagradom Prix Science & Culture 2014. Pariz. Ušao je u službeni izbor filmskog festivala Napa Valley, SAD 2014.
- Bolje i ružno pivat' nego lipo plakat' (Ojkalica), dokumentarni film, 2014., redateljica i scenaristica. Tema filma je ojkalica.
- Dišem, kopam, čeprkam... (Urbani vrtovi Varaždina), dokumentarni film, 2014., redateljica i scenaristica
- Antiputopis, dokumentarni serijal, 2017., autorica i scenaristica. Djelimice je nadahnuta podvizima fotografa Romea Ibriševića i njegovih Zelenih stopa, koji su iz parkova prirode i nacionalnih parkova u 11 godina uspjeli izvući više od 15.000 olupina. Serija se bavi stvarnim stanjem nekoliko poznatih hrvatskih lokacija poznatih po ljepoti. U četirima epizodama prikazano je lice i naličje Mljeta, Plitvica, Imotske krajine i Žumberka. Oslikana su kroz priče tzv. malih ljudi koji na svoj način žele ukazati na probleme ili pak pomoći u njihovu rješavanju.[4]

## Nagrade
- Amerikansko selo na Pelješcu - nagrada na ITF Split
- Stare slave nakovanske (Robinzoni s Pelješca) - nagrada na ITF Split
- Posljednji iški lopižari - nagrada na Međunarodnom festivalu u Velikoj Gorici 2005. za najbolju režiju, film i glazbu, nagrada na ITF Split
- Kao stara loza - Specijalno priznanje predsjednika Grand Juryja Oenovideo Festivala Christophea Barratiera (nominiranog za Oscara) 2013.
- Dossier Zinfandel - Prix Science & Culture 2014. Pari

## Vanjske poveznice
- Milka Barišić u internetskoj bazi filmova IMDb-u (engl.)